# 未來有如風一般
（未來有如風一般）是Liella!的單曲，2021年8月4日由Lantis發行。

## 概要
本單曲是《Love Live!》系列作《Love Live! Superstar!!》推出的组合Liella!發行的單曲，也是動畫《Love Live! Superstar!!》的同名片尾曲。
初回生産特典包括『OP主題歌&ED主題歌連動線上發行活動』參加申請劵及Superstar的貼紙（6選1隨機封入）

## 收錄曲目
括號中的翻譯僅供參考用途，並非官方翻譯名稱。
1. （未來有如風一般）
  - 作詞：畑亞貴，作曲：山田智和，編曲：久保田真悟（Jazzin’park），弦編曲：
2. （在這條街上現在和你一起）
  - 作詞：宮嶋淳子，作曲：，編曲：
3. (Off Vocal)
4. (Off Vocal)

## 外部連結
- Lantis的介绍頁面 （页面存档备份，存于）（日語）
- YouTube上的
- YouTube上的